# William LeBaron
William LeBaron (* 16. Februar 1883 in Elgin, Illinois; † 9. Februar 1958 in Santa Monica, Kalifornien) war ein amerikanischer Komponist, Autor und Filmproduzent.

## Leben und Werk

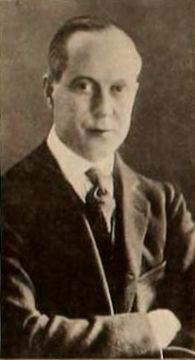
William LeBaron (1920)

LeBaron studierte an der University of Chicago und an der New York University. Er schrieb viele Broadway-Stücke, -Libretti und -Songs, arbeitete als Journalist und von 1919 bis 1924 als Manager der New Yorker Filmgesellschaft Cosmopolitan Productions.
1924 ging LeBaron nach Hollywood und begann bei Famous Players-Laski, Filme zu produzieren. Anschließend wurde er Studiochef bei FBO und 1929 bei den im selben Jahr gegründeten RKO Pictures, musste aber schon im Oktober 1931 David Selznick weichen. Anschließend ging er zu Paramount, wo er bis 1942 blieb und dann zu 20th Century Fox wechselte. Bedeutende Filme, die LeBaron produziert hat, sind Fine Manners (1926), Sergeant Grischa (1930), Das ist geschenkt (1934), Mein Leben in Luxus (1937), Midnight – Enthüllung um Mitternacht (1939) und Die unvergessliche Weihnachtsnacht (1940). Als Produzent war er an mehr als 200 Produktionen beteiligt.
LeBaron war mit der britischen Sängerin und Schauspielerin Mabel Hollins verheiratet.

## Filmografie (Auswahl)

### Produzent
- 1926: Blutsbrüderschaft (Beau Geste)
- 1928: König Cowboy (King Cowboy)
- 1930: Sergeant Grischa (The Case of Sergeant Grischa)
- 1931: Pioniere des wilden Westens (Cimarron)
- 1931: Bachelor Apartment
- 1931: Consolation Marriage
- 1933: Ich bin kein Engel (I'm No Angel)
- 1933: Baby Face
- 1934: You’re Telling Me!
- 1934: Die gute alte Zeit (The Old Fashioned Way)
- 1934: Die Schöne der neunziger Jahre (Belle of the Nineties)
- 1934: Das ist geschenkt (It’s a Gift)
- 1934: All the King’s Horses
- 1935: Man on the Flying Trapeze
- 1935: Goin’ to Town
- 1936: Der General starb im Morgengrauen (The General Died at Dawn)
- 1940: Rhythm on the River
- 1941: Las Vegas Nights
- 1942: Orchestra Wives
- 1943: Der Tänzer auf den Stufen (Stormy Weather)
- 1943: The Gang’s All Here
- 1944: Greenwich Village
- 1944: Sweet and Low-Down

### Herstellungsleiter
- 1936: Der Held der Prärie (The Plainsman)
- 1937: Die Spielhölle von Wyoming (Born to the West)
- 1937: Frisco-Express (Wells Fargo)
- 1940: Die scharlachroten Reiter (North West Mounted Police)
- 1940: Remember the Night
- 1940: Weihnachten im Juli (Christmas in July)

### Schnitt
- 1925: Amor im Wolkenkratzer (The Shock Punch)